# Melanospermum
Melanospermum es un género con seis especies de plantas de flores de la familia Scrophulariaceae. 

## Especies seleccionadas
- Melanospermum foliosum
- Melanospermum italae
- Melanospermum rudolfii
- Melanospermum rupestre
- Melanospermum swazicum
- Melanospermum transvaalense

- Datos: Q9031291
- Especies: Melanospermum